# Pelegrina morelos
Pelegrina morelos là một loài nhện trong họ Salticidae.
Loài này thuộc chi Pelegrina. Pelegrina morelos được Maddison miêu tả năm 1996.